# Championnat de France de rugby à XV 2001-2002
Navigation
2000-2001
(Toulouse) Top 16 2002-2003
(Stade français CASG)
Le Championnat de France de rugby à XV en 2001-2002 porte le nom de Top 16, comme son nom l'indique seize clubs disputent cette compétition.
Pour la première fois des clubs tels que le CA Brive, le FC Grenoble ne font plus partie de l'élite. On ne trouve pas non plus un club comme le RC Toulon qui avait toujours fait partie de l’élite il y a deux ans avant sa relégation administrative.
Après la phase régulière disputée par matchs aller et retour, mettant aux prises toutes les équipes réparties en deux poules, les quatre premières équipes de chaque poule disputent la phase de qualification aux demi-finales. Pour cette phase de qualification (ou Play-offs), les huit équipes qualifiées sont réparties en deux poules et disputent des matchs aller et retour. Les matchs disputés pendant la phase régulière comptent aussi pour la phase de qualification. Les deux premiers de chaque poule sont qualifiées pour les demi-finales.
Parallèlement se dispute une phase de maintien (ou Play down) entre les équipes classées 5e à 8e dans la phase régulière. Les deux derniers sont rétrogradés en Pro D2. Les matchs disputés pendant la phase régulière comptent aussi pour la phase de maintien.
Le Biarritz olympique remporte le championnat de rugby Top16 après avoir battu le SU Agen en finale. Le dernier titre du B.O. avait été obtenu en 1939. Agen perd une nouvelle fois en finale, son échec précédent datait de 1990.
Trois des quatre demi-finaliste (Biarritz, Toulouse et Clermont) mais aussi Bourgoin et Perpignan (3e de leur groupe de playoffs) et Béziers (meilleur 4e) sont qualifiés pour la Coupe d’Europe.
Agen est exclu par l’ERC pour un an.
Le FC Grenoble et le Stade montois disputeront le Top 16 en 2002-03. Ils remplaceront La Rochelle et Dax qui joueront en Pro D2.

## Équipes participantes
- SU Agen
- AS Béziers
- Biarritz olympique
- CA Bègles-Bordeaux
- CS Bourgoin-Jallieu
- Castres olympique
- US Colomiers
- US Dax
- US Montauban (promu)
- AS Montferrand
- RC Narbonne
- USA Perpignan
- Section paloise
- Stade français CASG
- Stade rochelais
- Stade toulousain

## Phase de classement
Les tableaux ci-après donne la position des équipes après la phase préliminaire de classement. Les équipes classées aux quatre premières places de chaque poule sont qualifiées pour les quarts de finale

### Groupe 1

#### Résultat des matchs
| Clubs               | BEZ   | BIA   | COL   | DAX   | ROC   | MON   | STF   | TOU   |
| AS Béziers          |       | 18-20 | 49-10 | 33-13 | 40-37 | 37-7  | 19-23 | 31-26 |
| Biarritz olympique  | 32-17 |       | 26-16 | 37-27 | 40-15 | 37-10 | 22-6  | 9-13  |
| US Colomiers        | 28-24 | 12-11 |       | 35-9  | 15-21 | 23-18 | 24-17 | 27-20 |
| US Dax              | 9-15  | 14-50 | 33-20 |       | 28-25 | 14-24 | 15-16 | 15-25 |
| Stade rochelais     | 9-15  | 14-27 | 19-20 | 24-16 |       | 29-18 | 3-8   | 9-10  |
| US Montauban        | 6-16  | 22-35 | 26-23 | 26-22 | 34-27 |       | 24-21 | 16-29 |
| Stade français CASG | 33-19 | 13-9  | 29-25 | 46-16 | 39-6  | 36-21 |       | 18-20 |
| Stade toulousain    | 32-33 | 24-30 | 35-28 | 35-19 | 40-21 | 16-6  | 21-10 |       |

|  | Victoire à domicile |  | Match nul |  | Défaite à domicile |

#### Classement
| Rang | Club                 | J  | V  | N | D  | Pm  | Pe  | Diff | Pts |
| ---- | -------------------- | -- | -- | - | -- | --- | --- | ---- | --- |
| 1    | Biarritz olympique   | 14 | 11 | 0 | 3  | 385 | 221 | +164 | 36  |
| 2    | Stade toulousain (T) | 14 | 10 | 0 | 4  | 346 | 272 | +74  | 34  |
| 3    | AS Béziers           | 14 | 9  | 0 | 5  | 366 | 285 | +81  | 32  |
| 4    | Stade français Paris | 14 | 9  | 0 | 5  | 315 | 244 | +71  | 32  |
| 5    | Colomiers Rugby      | 14 | 7  | 0 | 7  | 306 | 337 | -31  | 28  |
| 6    | US Montauban (P)     | 14 | 5  | 0 | 9  | 258 | 365 | -107 | 24  |
| 7    | Stade rochelais      | 14 | 3  | 0 | 11 | 259 | 350 | -91  | 20  |
| 8    | US Dax               | 14 | 2  | 0 | 12 | 250 | 411 | -161 | 18  |

|  | Qualifiés pour la seconde phase de poule (#1, #2, #3, #4). |
|  | T : Tenant 2001 • P : Promu 2001 V : Victoires • N : Matches Nuls • D : Défaites • PP : Points Pour (marqués) • PC : Points Contre (encaissés) • Diff : Différence de points |

### Groupe 2

#### Résultat des matchs
| Clubs               | AGE   | BOR   | BOU   | CAS   | MON   | NAR   | PAU   | PER   |
| SU Agen             |       | 33-6  | 32-3  | 40-17 | 9-14  | 26-9  | 29-9  | 45-14 |
| CA Bordeaux-Bègles  | 10-28 |       | 25-21 | 39-25 | 12-20 | 22-15 | 39-10 | 13-26 |
| CS Bourgoin-Jallieu | 37-20 | 56-25 |       | 33-21 | 23-3  | 32-19 | 64-6  | 15-23 |
| Castres olympique   | 39-15 | 19-22 | 14-29 |       | 39-30 | 42-20 | 38-26 | 16-20 |
| AS Montferrand      | 19-27 | 24-6  | 56-23 | 36-19 |       | 36-25 | 15-19 | 45-14 |
| RC Narbonne         | 21-24 | 22-20 | 31-30 | 47-31 | 24-23 |       | 42-18 | 34-19 |
| Section paloise     | 17-20 | 18-13 | 29-16 | 21-19 | 27-9  | 46-23 |       | 3-30  |
| USA Perpignan       | 30-16 | 44-26 | 34-10 | 40-27 | 29-21 | 39-25 | 51-17 |       |

|  | Victoire à domicile |  | Match nul |  | Défaite à domicile |

#### Classement
| Rang | Club                | J  | V  | N | D  | Pm  | Pe  | Diff | Pts |
| ---- | ------------------- | -- | -- | - | -- | --- | --- | ---- | --- |
| 1    | USA Perpignan       | 14 | 11 | 0 | 3  | 413 | 313 | +100 | 36  |
| 2    | SU Agen             | 14 | 10 | 0 | 4  | 364 | 245 | +119 | 34  |
| 3    | AS Montferrand      | 14 | 7  | 0 | 7  | 351 | 296 | +55  | 28  |
| 4    | CS Bourgoin-Jallieu | 14 | 7  | 0 | 7  | 392 | 338 | +54  | 28  |
| 5    | RC Narbonne         | 14 | 6  | 0 | 8  | 357 | 408 | -51  | 26  |
| 6    | Section paloise     | 14 | 6  | 0 | 8  | 266 | 408 | -142 | 26  |
| 7    | CA Bordeaux-Bègles  | 14 | 5  | 0 | 9  | 278 | 361 | -83  | 24  |
| 8    | Castres olympique   | 14 | 4  | 0 | 10 | 366 | 418 | -52  | 22  |

|  | Qualifiés pour la seconde phase de poule (#1, #2, #3, #4).                                                                                  |
|  | V : Victoires • N : Matches Nuls • D : Défaites • PP : Points Pour (marqués) • PC : Points Contre (encaissés) • Diff : Différence de points |

## Phase de qualification ouPlay-offs
| Date        | Équipe 1            | Équipe 2            | Résultat |
| ----------- | ------------------- | ------------------- | -------- |
| 30-31 mars  | Stade français CASG | CS Bourgoin-Jallieu | 34-36    |
| 30-31 mars  | Biarritz olympique  | SU Agen             | 28-23    |
| 13-14 avril | SU Agen             | Stade français CASG | 34-16    |
| 13-14 avril | CS Bourgoin-Jallieu | Biarritz olympique  | 12-16    |
| 20-21 avril | Stade français CASG | Biarritz olympique  | 20-20    |
| 20-21 avril | CS Bourgoin-Jallieu | SU Agen             | 22-20    |
| 4-5 mai     | SU Agen             | CS Bourgoin-Jallieu | 39-10    |
| 4-5 mai     | Biarritz olympique  | Stade français CASG | 24-18    |
| 11-12 mai   | CS Bourgoin-Jallieu | Stade français CASG | 22-22    |
| 11-12 mai   | SU Agen             | Biarritz olympique  | 24-17    |
| 18-19 mai   | Stade français CASG | SU Agen             | 23-23    |
| 18-19 mai   | Biarritz olympique  | CS Bourgoin-Jallieu | 48-25    |

| Rang | Club                 | J | V | N | D | Pm  | Pe  | Diff | Pts |
| ---- | -------------------- | - | - | - | - | --- | --- | ---- | --- |
| 1    | Biarritz olympique   | 6 | 4 | 1 | 1 | 153 | 122 | +31  | 15  |
| 2    | SU Agen              | 6 | 3 | 1 | 2 | 163 | 116 | +47  | 13  |
| 3    | CS Bourgoin-Jallieu  | 6 | 2 | 1 | 3 | 127 | 179 | -52  | 11  |
| 4    | Stade français Paris | 6 | 0 | 3 | 3 | 133 | 159 | -26  | 9   |

| Date        | Équipe 1         | Équipe 2         | Résultat |
| ----------- | ---------------- | ---------------- | -------- |
| 30-31 mars  | AS Béziers       | Stade toulousain | 16-26    |
| 30-31 mars  | USA Perpignan    | AS Montferrand   | 21-27    |
| 13-14 avril | Stade toulousain | USA Perpignan    | 30-14    |
| 13-14 avril | AS Montferrand   | AS Béziers       | 27-21    |
| 20-21 avril | Stade toulousain | AS Montferrand   | 45-23    |
| 20-21 avril | AS Béziers       | USA Perpignan    | 18-17    |
| 4-5 mai     | USA Perpignan    | AS Béziers       | 27-24    |
| 4-5 mai     | AS Montferrand   | Stade toulousain | 16-19    |
| 11-12 mai   | Stade toulousain | AS Béziers       | 44-15    |
| 11-12 mai   | AS Montferrand   | USA Perpignan    | 21-12    |
| 18-19 mai   | AS Béziers       | AS Montferrand   | 43-32    |
| 18-19 mai   | USA Perpignan    | Stade toulousain | 36-34    |

| Rang | Club             | J | V | N | D | Pm  | Pe  | Diff | Pts |
| ---- | ---------------- | - | - | - | - | --- | --- | ---- | --- |
| 1    | Stade toulousain | 6 | 5 | 0 | 1 | 198 | 120 | +78  | 16  |
| 2    | AS Montferrand   | 6 | 3 | 0 | 3 | 146 | 161 | -15  | 12  |
| 3    | USA Perpignan    | 6 | 2 | 0 | 4 | 127 | 154 | -27  | 10  |
| 4    | AS Béziers       | 6 | 2 | 0 | 4 | 137 | 173 | -36  | 10  |

|  | Qualifiés pour les demi-finales et la Coupe d'Europe 2002-2003 (#1, #2). |
|  | Qualifiés pour la Coupe d'Europe 2002-2003 (#3). |
|  | V : Victoires • N : Matches Nuls • D : Défaites • PP : Points Pour (marqués) • PC : Points Contre (encaissés) • Diff : Différence de points Sur décision de l'ERC, le SU Agen ne pourra pas prendre part à la Coupe d'Europe 2002-2003 et sera remplacé par l'AS Béziers. |

## Phase finale
|  | Demi-finales                                         | Demi-finales                                         |         |    | Finale                                          | Finale                                          |
|  | Demi-finales                                         | Demi-finales                                         |         |    | Finale                                          | Finale                                          |
|  |                                                      |                                                      |         |    |                                                 |                                                 |
|  | le 1er juin 2002 au Stade de la Mosson (Montpellier) | le 1er juin 2002 au Stade de la Mosson (Montpellier) |         |    | le 8 juin 2002 au Stade de France (Saint-Denis) | le 8 juin 2002 au Stade de France (Saint-Denis) |
|  | le 1er juin 2002 au Stade de la Mosson (Montpellier) | le 1er juin 2002 au Stade de la Mosson (Montpellier) |         |    | le 8 juin 2002 au Stade de France (Saint-Denis) | le 8 juin 2002 au Stade de France (Saint-Denis) |
|  | Stade toulousain                                     | 15                                                   |         |    | le 8 juin 2002 au Stade de France (Saint-Denis) | le 8 juin 2002 au Stade de France (Saint-Denis) |
|  | Stade toulousain                                     | 15                                                   |         |    | le 8 juin 2002 au Stade de France (Saint-Denis) | le 8 juin 2002 au Stade de France (Saint-Denis) |
|  | SU Agen                                              | 21                                                   |         |    | le 8 juin 2002 au Stade de France (Saint-Denis) | le 8 juin 2002 au Stade de France (Saint-Denis) |
|  | SU Agen                                              | 21                                                   | SU Agen | 22 |                                                 |                                                 |
|  | le 1er juin 2002 au Stade Chaban-Delmas (Bordeaux)   |                                                      | SU Agen | 22 |                                                 |                                                 |
|  |                                                      | Biarritz olympique                                   | 25      |    |                                                 |                                                 |
|  | Biarritz olympique                                   | Biarritz olympique                                   | 25      | 31 |                                                 |                                                 |
|  | Biarritz olympique                                   |                                                      |         | 31 |                                                 |                                                 |
|  | AS Montferrand                                       | 12                                                   |         |    |                                                 |                                                 |
|  | AS Montferrand                                       | 12                                                   |         |    |                                                 |                                                 |

## Demi-finales
| Date          | Stade                          | Équipe 1           | Équipe 2       | Résultat | Points marqués |
| ------------- | ------------------------------ | ------------------ | -------------- | -------- | --- |
| 1er juin 2002 | Montpellier Stade de la Mosson | Stade toulousain   | SU Agen        | 15-21    | Toulouse : 2 essais par X.Garbajosa et C.Desbrosse, 1 transformation et 1 pénalité par Y.Delaigue Agen : 7 pénalités par C.Lamaison (4) et F.Gelez (3)                |
| 1er juin 2002 | Bordeaux Stade Chaban-Delmas   | Biarritz olympique | AS Montferrand | 31-12    | Biarritz: 3 essais par P.Bidabé, J.Roff et J.Peyrelongue, 2 transformations et 2 pénalités par J.Roff, 2 pénalités par S.Legg Montferrand: 4 pénalités par G.Merceron |

Le SU Agen et le Biarritz olympique se qualifient pour la finale.

## Finale
| Équipes            | Biarritz olympique - SU Agen |
| Score              | 25-22 après prolongation (19-19 à la fin du temps réglementaire) |
| Date               | 8 juin 2002 |
| Stade              | Stade de France |
| Arbitre            | Didier Mené |
| Les équipes        | |
| Biarritz olympique | Titulaires : Emmanuel Ménieu, Jean-Michel Gonzalez, Denis Avril, Jean-Philippe Versailles, Olivier Roumat, Serge Betsen, Christophe Milhères, Thomas Lièvremont, Nicolas Morlaes, Julien Peyrelongue, Philippe Bidabé, John Isaac, Joe Roff, Philippe Bernat-Salles, Nicolas Brusque Remplaçants : Olivier Nauroy, Didier Chouchan, Sotele Puleoto, Laurent Mazas, Guillaume Bousses, Noël Curnier, Stuart Legg              |
| SU Agen            | Titulaires : Jean-Jacques Crenca, Jean-Baptiste Rué, Omar Hasan, David Couzinet, Christophe Porcu, Matthieu Lièvremont, Philippe Benetton, Thierry Labrousse, Mathieu Barrau, François Gelez, Christophe Manas, Luc Lafforgue, Conrad Stoltz, Pépito Elhorga, Christophe Lamaison Remplaçants : Guillaume Bouic, Maurice Barragué, Nicolas Martin, Philippe Piacentini, Patrick Blanco, Xavier Guillemet, François Tandonnet |
| Points marqués     | |
| Biarritz olympique | 1 essai par P.Bernat-Salles, 1 transformation et 5 pénalités par J.Roff, 1 drop de L.Mazas (à la 110e minute qui donne la victoire à Biarritz) |
| SU Agen            | 1 essai par M.Barrau, 1 transformation et 5 pénalités par F.Gelez |

## Phase de maintien
La phase de maintien se déroule du 30 mars au 2 juin. Les 8 clubs non qualifiés pour le Top 8 gardent les points acquis lors des 14 matchs de la première phase et rencontrent en match aller/retour les 4 clubs qu'ils n'ont pas encore affrontés. Les deux derniers de la poule sont relégués en Pro D2.

### Résultat des matchs
| Clubs              | BOR   | CAS   | COL   | DAX   | ROC   | MON   | NAR   | PAU   |
| CA Bègles-Bordeaux |       |       | 42-19 | 30-12 | 16-12 | 13-19 |       |       |
| Castres olympique  |       |       | 27-17 | 58-6  | 34-36 | 62-21 |       |       |
| US Colomiers       | 15-16 | 15-15 |       |       |       |       | 22-6  | 34-14 |
| US Dax             | 19-11 | 10-25 |       |       |       |       | 48-12 | 25-16 |
| Stade rochelais    | 33-32 | 19-13 |       |       |       |       | 40-10 | 26-18 |
| US Montauban       | 36-19 | 28-24 |       |       |       |       | 29-28 | 52-34 |
| RC Narbonne        |       |       | 27-26 | 48-19 | 45-33 | 44-17 |       |       |
| Section paloise    |       |       | 33-33 | 37-8  | 47-27 | 21-23 |       |       |

|  | Victoire à domicile |  | Match nul |  | Défaite à domicile |

### Classement
| Rang | Club               | J  | V  | N | D  | Pm  | Pe  | Diff | Pts |
| ---- | ------------------ | -- | -- | - | -- | --- | --- | ---- | --- |
| 1    | US Montauban       | 22 | 11 | 0 | 11 | 483 | 610 | -127 | 44  |
| 2    | Colomiers Rugby    | 22 | 9  | 2 | 11 | 487 | 517 | -30  | 42  |
| 3    | RC Narbonne        | 22 | 10 | 0 | 12 | 577 | 642 | -65  | 42  |
| 4    | CA Bordeaux-Bègles | 22 | 9  | 0 | 13 | 457 | 526 | -69  | 40  |
| 5    | Castres olympique  | 22 | 8  | 1 | 13 | 624 | 570 | +54  | 39  |
| 6    | Section paloise    | 22 | 8  | 1 | 13 | 486 | 636 | -150 | 39  |
| 7    | Stade rochelais    | 22 | 8  | 0 | 14 | 485 | 565 | -80  | 38  |
| 8    | US Dax             | 22 | 5  | 0 | 17 | 397 | 648 | -251 | 32  |

|  | Relégués en Pro D2 pour la saison 2002-2003 (#7, #8).                                                                                       |
|  | V : Victoires • N : Matches Nuls • D : Défaites • PP : Points Pour (marqués) • PC : Points Contre (encaissés) • Diff : Différence de points |

## Statistiques
Les statistiques incluent la phase finale.

### Meilleurs réalisateurs
Richard Dourthe est le meilleur réalisateur de la saison avec 324 points inscrits.
| Rang | Joueur                 | Club                | Points |
| ---- | ---------------------- | ------------------- | ------ |
| 1    | Richard Dourthe        | AS Béziers          | 324    |
| 2    | François Gelez         | SU Agen             | 323    |
| 3    | Gonzalo Quesada        | Biarritz olympique  | 305    |
| 4    | David Skrela           | US Colomiers        | 254    |
| 5    | Benoît Albert          | US Montauban        | 238    |
| 6    | Martin Vickers-Pearson | Section paloise     | 234    |
| 7    | Romain Teulet          | Castres olympique   | 228    |
| 8    | Thierry Lacroix        | USA Perpignan       | 227    |
| 9    | Laurent Labit          | CA Bordeaux Bègles  | 224    |
| 10   | Alexandre Péclier      | CS Bourgoin-Jallieu | 223    |

### Meilleurs marqueurs
Xavier Garbajosa et Aurélien Rougerie sont les meilleur marqueurs avec 12 essais marqués.
| Rang | Joueur                 | Club               | Essais |
| ---- | ---------------------- | ------------------ | ------ |
| 1    | Xavier Garbajosa       | Stade toulousain   | 12     |
| -    | Aurélien Rougerie      | AS Montferrand     | 12     |
| 3    | Philippe Bernat-Salles | Biarritz olympique | 9      |
| -    | Rachid Rebbouh         | US Montauban       | 9      |
| 5    | Laurent Arbo           | Section paloise    | 8      |
| -    | Shaun Longstaff        | Castres olympique  | 8      |
| 7    | Norm Berryman          | Castres olympique  | 7      |
| -    | Nicolas Brusque        | Biarritz olympique | 7      |
| -    | Sébastien Kuzbik       | CA Bordeaux Bègles | 7      |
| -    | Marc Raynaud           | RC Narbonne        | 7      |